# Wilhelm Bötzkes
Wilhelm Bötzkes (* 19. Juli 1883 in Breyell; † 25. April 1958 in Hamburg) war ein deutscher Bankier.

## Leben
Bötzkes, ursprünglich „Boetzkes“, promovierte 1909 als Nationalökonom über das Thema Die Seidenwarenproduktion und der Seidenwarenhandel in Deutschland. Nach seinem Studium arbeitete er zunächst für die Deutsche Bank in Konstantinopel. Zu Beginn des Ersten Weltkrieges berief man ihn dort zum Generalsekretär und später zum Generaldirektor der türkischen Staatsschuldenverwaltung Dette Publique Ottomane. Nach 1918 kehrte Bötzkes nach Deutschland zurück, wo er im Reichsschatzamt rasch Karriere machte. Er war unter anderem für die Verwertung des deutschen Wehrgutes im Zuge der Demobilmachung zuständig. Bei der Versailler Friedenskonferenz trat er als Sachverständiger auf und arbeitete am Dawes-Plan mit. Von 1924 bis zu seinem Tode war er Vorstandsvorsitzender der Bank für Industrie-Obligationen (Bafio), deren Entstehung er grundlegend mitgestaltete. In dieser Funktion organisierte Bötzkes maßgeblich die deutschen Reparationszahlungen.
Im Dezember 1927 ging Bötzkes für kurze Zeit in den Iran und beriet die Regierung unter Reza Schah Pahlavi als Finanzexperte bei der Gründung der iranischen Nationalbank.
Die von Bötzkes geleitete Bafio förderte seit 1936 in großem Umfang die Kaiser-Wilhelm-Gesellschaft, sodass Bötzkes 1943 als Nachfolger des verstorbenen Emil Georg Ritter von Stauß Mitglied im Senat der Gesellschaft wurde. Auch das Amt des Schatzmeisters nahm er bei der KWG wahr. Nach Kriegsende war er von 1948 bis 1952 Schatzmeister und ab 1952 Vizepräsident der Max-Planck-Gesellschaft zur Förderung der Wissenschaften.
Der Sitz der IKB, eines Nachfolgeinstituts der Bafio, befindet sich heute in der Düsseldorfer Wilhelm-Bötzkes-Straße 1.
Bötzkes’ familiäre Wurzeln gehen auf die niederländischen „van den Boetzelaer“ zurück. Infolge eines Familienzwists wurde der Name abgeändert. Bis zur Bodenreform nach dem Zweiten Weltkrieg war Bötzkes Herr des Rittergutes Langhagen bei Güstrow. Er war verheiratet mit Irmgard von Prittwitz und Gaffron.

## Ehrungen
- 1953: Großes Verdienstkreuz der Bundesrepublik Deutschland